# Spaelotis unicolor
Spaelotis unicolor är en fjärilsart som beskrevs av Walker 1856. Spaelotis unicolor ingår i släktet Spaelotis och familjen nattflyn. Inga underarter finns listade i Catalogue of Life.